# Vénus de Townley
Pour les articles homonymes, voir Townley.

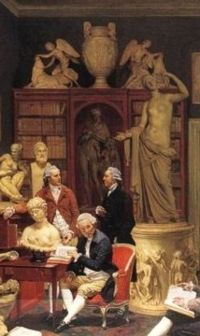
La Vénus de Townley (à droite) à Townley's house. Tableau de Johann Zoffany.

La  Vénus de Townley  est une sculpture romaine en marbre, de  2,14 m de hauteur, du Ier ou du IIe siècle, représentant la déesse Vénus. Elle  faisait partie de la collection de  Charles Townley. 
Il l'avait achetée à  Gavin Hamilton, qui l'avait exhumée lui-même à Ostie en  1775.  Pour passer la douane papale de l'époque il l'expédia en deux parties en Angleterre. 
Elle est exposée au British Museum à Londres, mais il lui arrive de voyager, comme en 2007 pour l'exposition Praxitèle du Louvre.